# Isuzu Erga Mio
Der Isuzu Erga Mio ist ein mittelgroßer Niederflurbus von Isuzu. Die Reihe wird hauptsächlich als Linienbus in der Stadt eingesetzt.

## Modelle
- KK-LR233E1/F1/J1 (1999)
- PA-LR234J1 (2004)
- PKG/PDG-LR234J2 (2007)
- SDG-LR290J1 (2011)
- SKG-LR290J1 (2012)
- SKG-LR290J2 (2016)

## Bilder

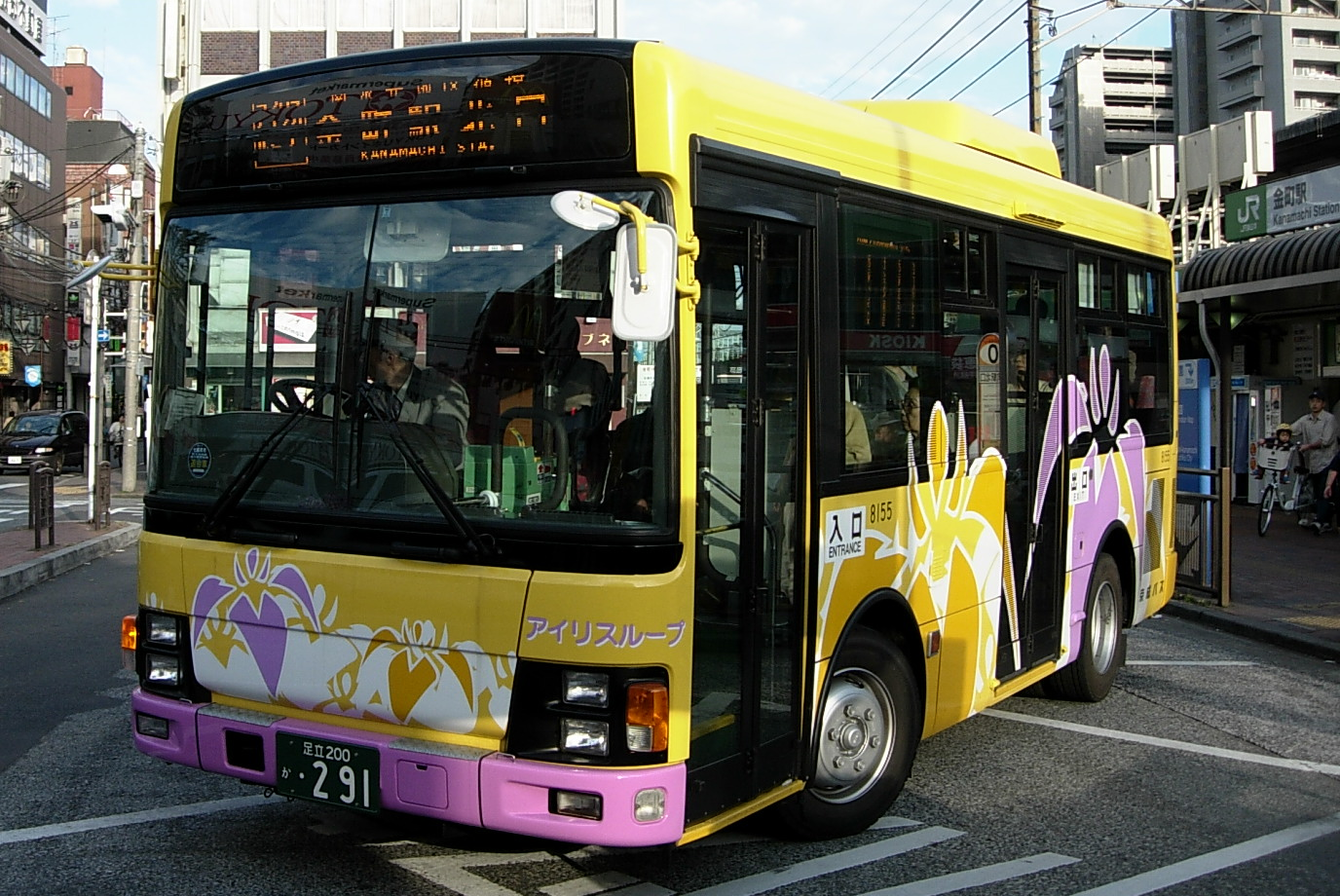
Erga Mio 7m mit 1 Zugangsstufe KK-LR233E1
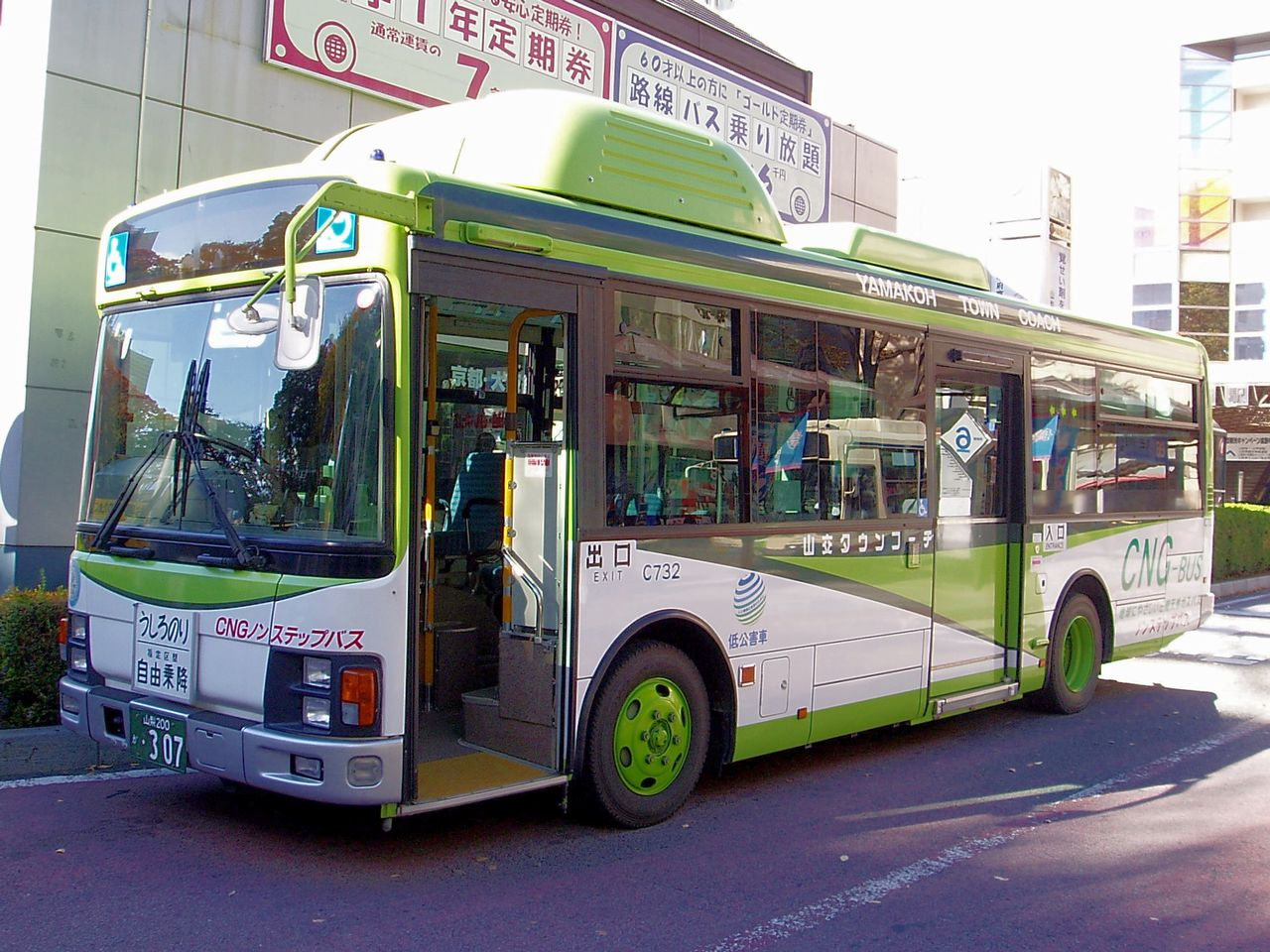
Erga Mio 9m ohne Zugangsstufe CNG PA-LR234J1
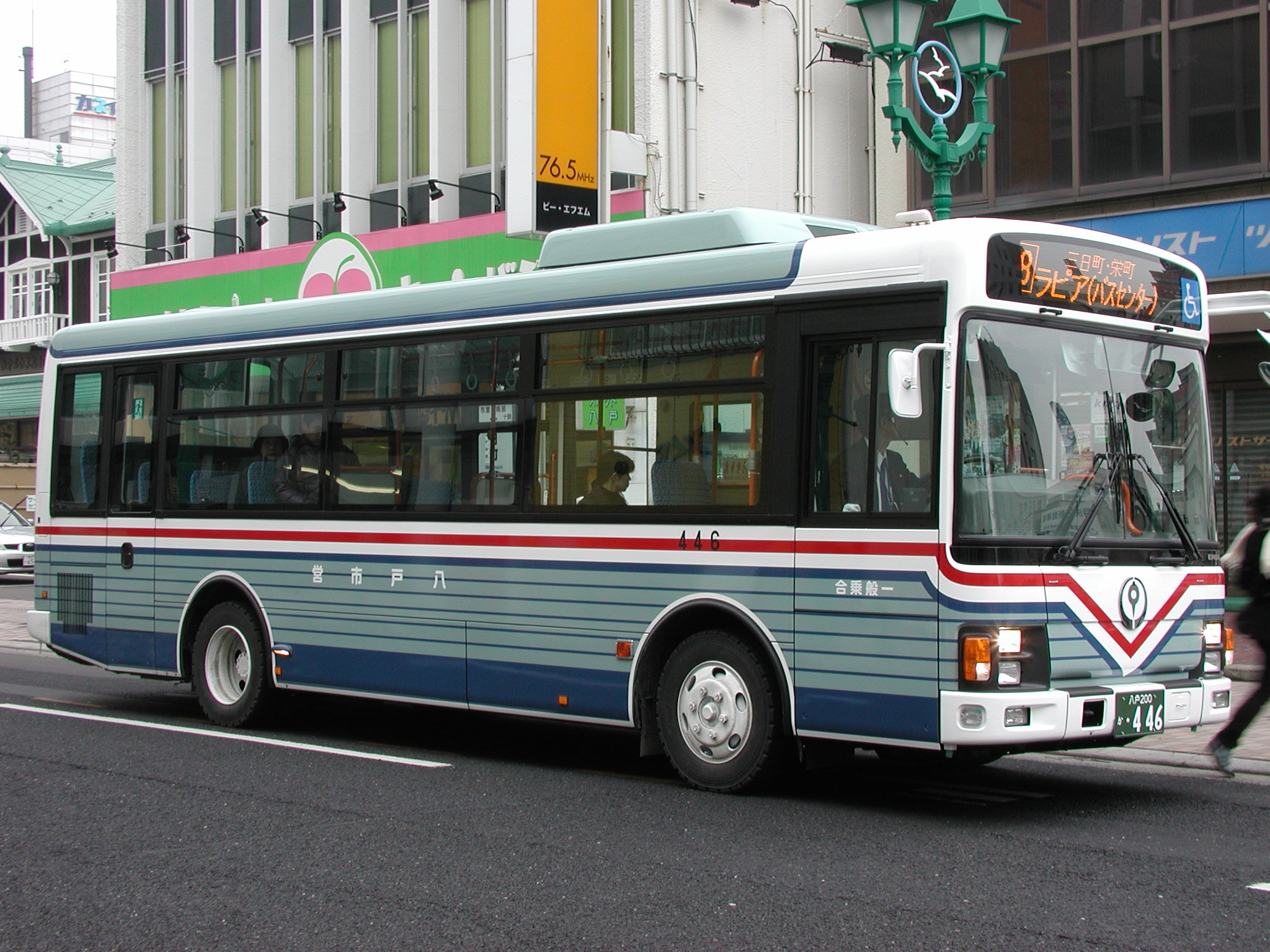
Erga Mio 9m mit 1 Zugangsstufe PDG-LR234J2

## Modellpalette
- Bus mit 1 Zugangsstufe 7m/9m
- Bus mit 2 Zugangsstufen 9m
- Bus ohne Zugangsstufe 9m